# Лёв, Гертруда
Гертруда Франциска София Лёв (нем. Gertrud Franziska Sophie Loew, в замужестве Эйслер фон Террамаре (нем. Eisler von Terramare) и Фельшёваньи (венг. Felsöványi); 16 ноября 1883, Вена — 1964, Калифорния) — дочь венского врача Антона Лёва, известная по портрету кисти Густава Климта 1902 года и связанной с ним истории «частной реституции» у вдовы кинорежиссёра Густава Учицки.

## Биография
В 1882 году доктор Антон Лёв закрыл водолечебницу, основанную в середине XIX века ещё дедом Гертруды Генрихом Лёвом в венском пригороде Пуркерсдорф, и открыл неподалёку от семейного дома в Альзергрунде частную больницу «Санаторий Лёва». На земельном участке водолечебницы Лёвов в Пуркерсдорфе по заказу Виктора Цукеркандля и по проекту Йозефа Хоффмана был позднее отстроен вошедший в историю архитектуры Пуркерсдорфский санаторий. К началу нового века доктор Лёв добился международного признания и удостоился многочисленных наград. В «Санатории Лёва», крупнейшей частной больнице Вены, лечились представители высших кругов, и доход от больницы обеспечивал Лёвам высокий уровень жизни. Антон Лёв увлекался сецессионистским искусством и в 1902 году к своему 55-летию заказал Густаву Климту, который был его пациентом, портрет 19-летней дочери стоимостью 10 тыс. крон. Портрет был признан классическим образцом климтовских дамских портретов, а художественный критик и апологет Климта Людвиг Хевеши назвал этот портрет «самой душистой лирикой, на которую способна палитра».
В 1903 году Гертруда Лёв вышла замуж за Иоганна Артура Эйслера фон Террамаре, кузена драматурга Георга Террамаре и совладельца консервного завода. Оформлением интерьеров в доме супругов Эйслер занимался Коломан Мозер, о чём подробно без упоминания имён хозяев рассказала Берта Цукеркандль в 12-м выпуске журнала «Декоративное искусство» за 1904 год. Отдельные предметы мебели из этой обстановки хранятся в настоящее время в экспозициях Венского музея прикладного искусства, Музея Леопольда и частных коллекциях. После смерти отца в 1907 году Герта стала основным акционером предприятия и приняла на себя руководство больницей. Брак Эйслеров распался вскоре после смерти их двухлетней дочери Гертруды в 1911 году. Во второй брак Гертруда вступила в 1912 году с Элемером Фельшёваньи, у которого уже было двое детей от первого брака. Гертруда родила второму супругу дочь и двоих сыновей. Второй муж Гертруды умер в 1923 году.

## «Частная реституция»

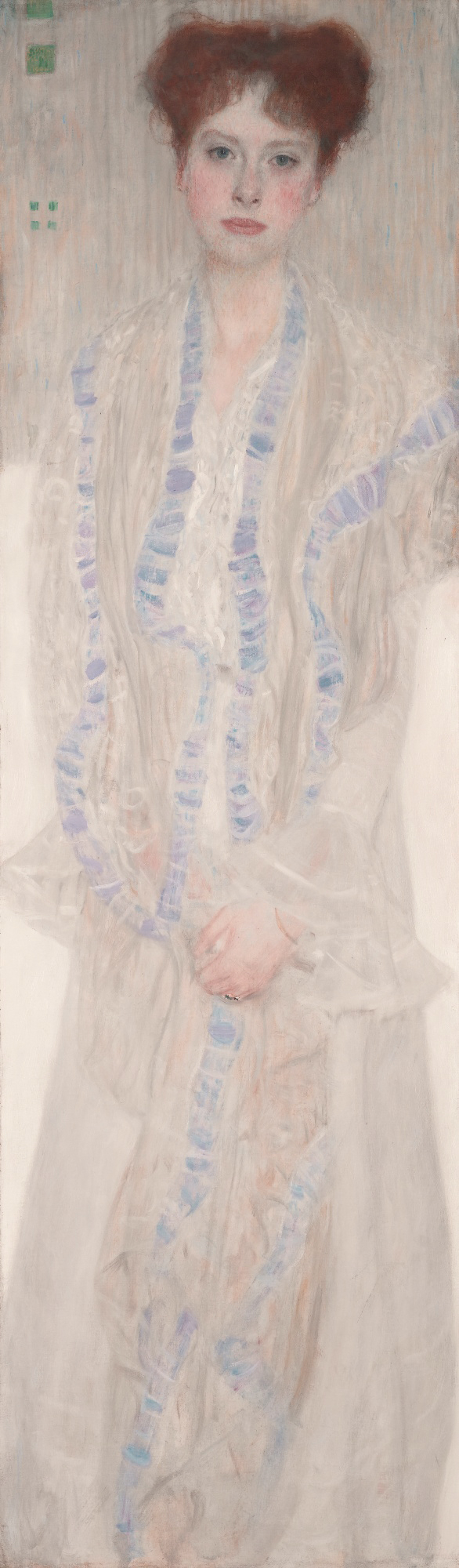
Густав Климт. Портрет Гертруды Лёв. 1902

После аншлюса Австрии в 1938 году Гертруда была вынуждена оставить «Санаторий Лёва», а в 1939 году — выехать в США. Подробная оценочная опись имущества Фельшёваньи, составленная после аншлюса Австрии для официальной регистрации, не сохранилась. Известно, что в общем картины в собственности Фельшёваньи были оценены тогда в 30 тыс. рейхсмарок, антиквариат и гобелены — в 18 тыс. рейхсмарок. В ноябре 1938 года Герта Фельшёваньи передала на хранение в венскую галерею Святого Луки два портрета четы Вернер работы Вальдмюллера, одну картину Лукаса Кранаха и одну картину фламандских мастеров на религиозную тему. Два портрета Вальдмюллера венская галерея Вольфрум продала Австрийской галерее в мае 1939 года, вскоре после выезда Гертруды из страны. В их выдаче наследникам Гертруды было отказано дважды: в 1952 и 2001 годах. И только в 2019 году комиссия по реституции дала свою рекомендацию вернуть портреты Вальдмюллера наследникам Гертруды Лёв. По словам сына Гертруды Энтони Фельшёваньи, портрет Гертруды Лёв и пять рисунков Густава Климта до 1939 года находились в собственности семьи. В марте 1941 года эти фактически украденные у Лёвов произведения искусства были приобретены кинорежиссёром Густава Учицки, незаконнорождённым сыном художника, а после его смерти в 1961 году перешли по наследству вдове Урсуле Учицки. Гертруда Фельшёваньи умерла в 1964 году в Калифорнии. Её сын Энтони вспоминал, что в 1960-е годы ему предлагали выкупить портрет Гертруды Лёв, но у него не было для этого финансовых возможностей. Благодаря расследованиям судеб украденных произведений искусства, проведённых журналистом Хубертусом Чернином в конце 1990-х годов, тёмная история художественной коллекции Густава Учицки получила огласку, но Урсула Учицки долгое время продолжала игнорировать требования Энтони Фельшёваньи вернуть портрет и рисунки, некогда принадлежавшие его матери. К Урсуле Учицки поступали требования о реституции произведений Густава Климта и от других наследников еврейских коллекционеров Климта, подвергшихся преследованиям в Третьем рейхе.
В 2013 году 91-летняя Урсула Учицки наконец решилась продать при посредничестве руководства Музея Леопольда и аукционного дома «Сотбис» картину Густава Климта «Водяные змеи II» в частные руки, чтобы в порядке так называемой «частной реституции» урегулировать вопрос её собственности с наследниками Дженни Штайнер. На средства, вырученные от продажи картины, Учицки основала фонд «Густав Климт — Вена 1900», в который помимо прочего внесла также портрет Гертруды Лёв и пять рисунков, на которые претендовал Энтони Фельшёваньи. Он умер в октябре 2013 года в возрасте 98 лет, так и не сумев вернуть себе портрет матери. По заказу фонда в 2014 году в отношении портрета Гертруды Лёв комиссия под председательством видного юриста Клеменса Яблонера провела экспертизу провенанса, которая установила, что картина подлежала бы реституции семье Фельшёваньи, если бы она находилась в собственности государства. В стремлении очистить имидж Густава Учицки от «коричневых» пятен Фонд Климта объявил, что намеревается урегулировать спор справедливым образом. 24 июня 2015 года портрет Гертруды Лёв в течение 14-минутных торгов был продан на аукционе «Сотбис» за 22 млн фунтов (34,7 млн евро), выручка была поделена пополам между фондом и наследниками Фельшёваньи, которые планировали вложить полученные средства в социальные проекты. По данным газеты Der Standard, портрет Гертруды Лёв приобрёл британский миллионер еврейского происхождения Джо Льюис, который хранит его на своей яхте «Авива», обычно стоящей на якоре на Темзе. За пять из шести рисунков, некогда принадлежавших Гертруде Лёв, наследникам пришлось выплатить фонду половину их стоимости.